# Pobłocki II

Pobłocki II

Pobłocki II a

Pobłocki II (Poblotzki, Poturgi, Poturga, Brochwicz odmienny) – kaszubski herb szlachecki. Według Przemysława Pragerta jest to odmiana herbu Brochwicz, a także być może zaginiony według polskich heraldyków herb Poturgi (jego pełna wersja).

## Opis herbu
Herb występował w co najmniej siedmiu wariantach. Opisy z wykorzystaniem zasad blazonowania:
Pobłocki II (Poblotzki, Poturgi, Poturga, Brochwicz odmiennyy): W polu błękitnym pół jelenia srebrnego, wyskakującego z półksiężyca złotego, nad którego rogami po jednej takiejż gwieździe. Klejnot: nad hełmem w koronie trzy pióra strusie; złote między błękitnymi. Labry: błękitne, podbite złotem.
Pobłocki IIa (Poblotzki, Poturgi, Poturga, Brochwicz odmienny): Złoto jest zastąpione srebrem i brak gwiazd.

## Najwcześniejsze wzmianki
Jest to drugi z herbów własnych rodziny Pobłocki. Herb znany polskim i niemieckim heraldykom. Oba warianty wymieniane przez Nowego Siebmachera i Ostrowskiego (Księga herbowa rodów polskich jako odpowiednio Pobłocki V i IV). Zachowały się pieczęcie z tym herbem należące do: Franza i Melchiora von Poblotzky (tu jednak jeleń złoty) i Hugo Franza Alfreda von Poblotzky (dwa skrajne pióra w klejnocie są czarne).

## Herbowni
Pobłocki (Poblocki, Poblotzki, Poblotzky, Poblotzki, Pobolski). Rodzina używała też przydomków Delk, Kisz, Kościanek, Bach, Kołdras, Mach i Witek. Trzy pierwsze mogą być pierwotnie nazwiskami innych rodzin, które siedziały w Pobłociu razem z oryginalnymi Pobłockimi.